# Michael Ireland
Michael James Grant Ireland –conocido como Mike Ireland– (Winnipeg, 3 de enero de 1974) es un deportista canadiense que compitió en patinaje de velocidad sobre hielo.
Ganó tres medallas en el Campeonato Mundial de Patinaje de Velocidad sobre Hielo en Distancia Individual, en los años 2000 y 2004, y cuatro medallas en el Campeonato Mundial de Patinaje de Velocidad sobre Hielo en Distancia Corta entre los años 2000 y 2004.
Participó en cuatro Juegos Olímpicos de Invierno, entre los años 1994 y 2010, ocupando el séptimo lugar en Salt Lake City 2002 y el séptimo en Turín 2006, en la prueba de 500 m.

## Palmarés internacional
| Campeonato Mundial en Distancia Individual | Campeonato Mundial en Distancia Individual | Campeonato Mundial en Distancia Individual | Campeonato Mundial en Distancia Individual |
| Año                                        | Lugar                                      | Medalla                                    | Prueba                                     |
| ------------------------------------------ | ------------------------------------------ | ------------------------------------------ | ------------------------------------------ |
| 2000                                       | Nagano (Japón)                             | Medalla de plata                           | 500 m                                      |
| 2000                                       | Nagano (Japón)                             | Medalla de bronce                          | 1000 m                                     |
| 2004                                       | Seúl (Corea del Sur)                       | Medalla de bronce                          | 500 m                                      |
| Campeonato Mundial en Distancia Corta      |                                            |                                            |                                            |
| Año                                        | Lugar                                      | Medalla                                    | Prueba                                     |
| 2000                                       | Seúl (Corea del Sur)                       | Medalla de plata                           | Clasificación general                      |
| 2001                                       | Inzell (Alemania)                          | Medalla de oro                             | Clasificación general                      |
| 2002                                       | Hamar (Noruega)                            | Medalla de bronce                          | Clasificación general                      |
| 2004                                       | Nagano (Japón)                             | Medalla de bronce                          | Clasificación general                      |